# Ray Patterson (animateur)
Pour les articles homonymes, voir Ray Patterson.
Raymond « Ray » Patterson (23 novembre 1911, Hollywood, Californie - 30 décembre 2001, Encino, Californie) est un animateur et réalisateur américain. Il est le frère de Don Patterson.

## Filmographie

### Comme réalisateur
- 1987 : Scooby-Doo et les Boo Brothers
- 1988 : Scooby-Doo et l'École des sorcières
- 1988 : Scooby-Doo et le Rallye des monstres

### Comme animateur
- 1940 : Donald a des ennuis
- 1940 : Fantasia séquence Danse des heures
- 1941 : Dumbo
- 1942 : Battle for a Bottle
- 1943 : Fall Out-Fall in
- 1943 : The Old Army Game
- 1943 : Baby Puss
- 1944 : The Zoot Cat
- 1944 : The Million Dollar Cat
- 1944 : The Bodyguard
- 1944 : Puttin' on the Dog